# Malik Frikah
Malik Frikah est un acteur et danseur français,,, né le 18 juillet 2006, à Alès (Gard).

## Biographie

### Enfance et formation
Malik Frikah naît à Alès, une commune du Gard. Sa mère est professeur de danse et son père est Jawad Frikah, un danseur de hip-hop, fondateur, professeur et directeur de l'association et école de danse All'Style à Alès,.
Suivant les traces de son père, il commence à danser le hip-hop et le breakdance à l’âge de 3 ans, avec son père comme entraîneur.

### Carrière
Malik Frikah commence à participer à des compétitions de breakdance lorsqu'il est enfant. En février 2015, à l'âge de 8 ans, il participe au battle national Chelles Battle Pro à Paris dans la catégorie des moins de 12 ans,. En mars 2017, à l'âge de 10 ans, il devient champion du monde de breakdance dans la catégorie des moins de 12 ans au Toulouse Battle Pro, après avoir remporté toutes les étapes régionales et nationales, devenant ainsi le deuxième danseur français à remporter le titre mondial dans cette compétition,.
En 2018, il remporte le concours LCB Battle à Liège dans la catégorie 1on1 Kids.
Peu de temps après, sa mère lui propose de faire de la figuration sur un tournage local. Il apprécie cette expérience et décide de se concentrer sur cette voie.
En 2021, il décroche un petit rôle dans le premier épisode de la saison 13 de la série Camping Paradis, diffusé le 30 août 2021 sur TF1.
Il fait ses débuts au cinéma en 2022 dans la comédie romantique Happy Nous Year de Frank Bellocq, puis enchaîne de petits rôles dans des films tels que le thriller Apaches (2023) de Romain Quirot, et la comédie Jeff Panacloc : À la poursuite de Jean-Marc (2023) de Pierre-François Martin-Laval.
En 2024, il décroche son premier grand rôle dans le drame romantique L'Amour ouf de Gilles Lellouche où il interprète la version adolescente de Clotaire, incarné par François Civil dans la version adulte. En 2025, il tourne dans Molitor, le premier long-métrage de la réalisatrice, scénariste et dj Naïla Guiguet.

## Filmographie

### Cinéma
- 2022 : Happy Nous Year de Frank Bellocq : un cousin
- 2023 : Apaches de Romain Quirot : Ficelle
- 2023 : Jeff Panacloc : À la poursuite de Jean-Marc de Pierre-François Martin-Laval : Lucas, à 12 ans
- 2024 : L'Amour ouf de Gilles Lellouche : Clotaire, à 17 ans
- Prévu en 2026 : Molitor de Naïla Guiguet (Date sujette à modification)

### Télévision
- 2021 : Camping Paradis : un adolescent (saison 13, épisode 1 : Un cirque au paradis)

## Distinctions

### Récompenses
- Toulouse Battle Pro 2017 : champion du monde de breakdance dans la catégorie des moins de 12 ans[11],[12]
- LCB Battle 2018 : champion de breakdance dans la catégorie 1on1 Kids[13]
- Prix Ciné Evok 2024 : meilleur espoir masculin pour L'Amour ouf[20]
- Q d'or 2025 : révélation masculin pour L'Amour ouf[21]

### Nominations
- Lumières 2025 : meilleure révélation masculine pour L'Amour ouf[22]
- César 2025 : meilleure révélation masculine pour L'Amour ouf[23]